# Absolute Radio
Absolute Radio (ursprünglich Virgin Radio) ist ein privater britischer Radiosender.
Absolute Radio startete am 30. April 1993 noch im Besitz der Virgin Group von Richard Branson unter dem Namen Virgin Radio. Virgin Radio wurde in Abgrenzung zu den anderen Virgin-Sendern auch Virgin Radio UK und Virgin Radio 1215AM genannt.
Der Sender begann sein Programm mit einer Live-Ansage von Branson und einer Top 1215-Hitparade mit Moderator Richard Skinner – in Anlehnung an die landesweite Mittelwellen-Frequenz 1215 kHz. Der erste Titel stammte von der australischen Rockband INXS und war eine eigens für Virgin Radio aufgenommene Version des Steppenwolf-Klassikers Born to Be Wild.
Nach Classic FM war Virgin damit der zweite landesweite Privatsender des Vereinigten Königreichs. Mittlerweile sendet Virgin Radio auch auf UKW in London und dem Südosten Englands auf 105,8 MHz, wo unter anderem regionaler Verkehrsservice gesendet wird.
Empfangen werden kann der Sender im Vereinigten Königreich daneben auch über Kabel, Satellit und DAB. Im restlichen Europa, Afrika und Japan ist der Empfang mittels verschiedener Satelliten ebenfalls möglich. Im Internet stehen diverse Streaming-Formate zur Verfügung. So gehört der Sender beispielsweise zu den standardmäßig empfangbaren Radiostreams von Apples ITunes. 
Virgin Radio gehörte zur SMG und zwischenzeitlich der Firma Ginger Media des Ex-Morgenmoderators Chris Evans. Von 2007 bis 2013 gehörte der Sender zur TIML Radio Ltd., einer Tochtergesellschaft der The Times Group, die unter anderem die englischsprachige indische Tageszeitung The Times of India herausgibt. Ende Juli 2013 wurde der Verkauf an die Bauer Media Group für umgerechnet rund 25 Millionen Euro bekanntgegeben.
Virgin Radio UK heißt seit dem 29. September 2008 Absolute Radio. Es wurde weiterhin auf der Frequenz 1215 kHz gesendet, die in Gleichwelle mit mehreren Senderstandorten betrieben wurden.
Am 20. Januar 2023 wurde die Ausstrahlung über Mittelwelle auf der Frequenz 1215 kHz, eingestellt. Seitdem lief noch bis zum 23. Januar eine Dauerschleife, mit Informationen über den weiteren Empfang von Absolute Radio.